# Liste der Biografien/Hork
Liste der Biografien |
Portal Biografien |
Personensuche
# |
A |
B |
C |
D |
E |
F |
G |
H |
I |
J |
K |
L |
M |
N |
O |
P |
Q |
R |
S |
T |
U |
V |
W |
X |
Y |
Z |
?
 
Ha |
Hd |
He |
Hi |
Hj |
Hk |
Hl |
Hm |
Hn |
Ho |
Hr |
Hs |
Ht |
Hu |
Hv |
Hw |
Hy
 
Hoa |
Hob |
Hoc |
Hod |
Hoe |
Hof |
Hog–Hok |
Hol |
Hom |
Hon |
Hoo |
Hop |
Hoq |
Hor |
Hos |
Hot |
Hou |
Hov |
How |
Hox |
Hoy |
Hoz
 
Hora |
Horb |
Horc |
Hord |
Hore |
Horf |
Horg |
Horh |
Hori |
Horj |
Hork |
Horl |
Horm |
Horn |
Horo |
Horp |
Horr |
Hors |
Hort |
Horu |
Horv |
Horw |
Horx |
Hory |
Horz
Die Liste der Biografien führt alle Personen auf, die in der deutschsprachigen Wikipedia einen Artikel haben. Dieses ist eine Teilliste mit 18 Einträgen von Personen, deren Namen mit den Buchstaben „Hork“ beginnt.

## Hork

### Horka
- Horká, Eva (* 1967), tschechoslowakische bzw. tschechische Schauspielerin
- Hořká, Ludmila (1892–1966), tschechische Heimatschriftstellerin und Volkskundlerin
- Horká, Ludmila (* 1992), tschechische Biathletin
- Horkai, György (* 1954), ungarischer Wasserballer
- Horkay, István (* 1945), ungarischer Maler und Graphiker

### Horke
- Horkel, Johann (1769–1846), deutscher Mediziner, Pflanzenphysiologe und Botaniker
- Horkel, Johannes (1820–1861), deutscher Altphilologe und Schulleiter
- Horkel, Wilhelm (1909–2012), deutscher evangelischer Pfarrer, Schriftsteller sowie Dichter
- Horkenbach, Cuno (1883–1968), deutscher Verleger

### Horkh
- Horkheimer, Max (1895–1973), deutscher Philosoph und Soziologe
- Horkheimer, Rudolf (1894–1982), deutscher Ingenieur und Funktechnikpionier

### Horkk
- Hörkkö, Toivo (1898–1975), finnischer Radrennfahrer

### Horky
- Horký, Dieter (1943–2023), deutscher bildender Künstler
- Horky, Josef (1828–1909), österreichischer Architekt
- Horký, Karel (1909–1988), tschechischer Komponist, Fagottist und Hochschullehrer
- Horky, Robert (1908–1983), österreichischer Theater- und Filmschauspieler, Bühnenschriftsteller und Drehbuchautor
- Horky, Thomas (* 1965), deutscher Sportwissenschaftler
- Horký, Ulla (* 1950), deutsche Multimedia-Künstlerin